# Diète de Wurzbourg
La diète de Wurzbourg est le noms de plusieurs diètes qui ont eu lieu à Wurzbourg (Bavière).
Au moins une diète dite de Wurzbourg, celle de 1246, s'est déroulée à Veitshöchheim à 10 km au nord-ouest de Wurzbourg.

## 1121
La diète de Wurzbourg de 1121 réunit les grands du royaume de Germanie et délibère le 29 septembre 1121 sur le conflit entre les Grands et Henri V.
Depuis l'arrestation du Comte de Thuringe en 1114, les saxons dirigés par le Duc Lothaire de Supplinburg alliés aux grands de Basse-Lorraine et à l'archevêque de Cologne se soulèvent contre l'empereur Henri V.
En 1120, alors qu'une bataille se prépare sous les murs de Mayence, à l'instigation de l'archevêque de Trêves s'élabore un compromis.
L'aristocratie se soumet à l'empereur Henri V qui se soumet lui-même au pape Calixte II sous réserve de préserver l'« honneur du royaume ». La Diète confirme ce compromis.

## 1138
Henri le Superbe est mis au ban de l'Empire et ses biens confisqués. La Bavière passe sous la coupe du margrave d'Autriche Léopold de Babenberg (1138-1141), et la Saxe passe au margrave Albert l'Ours.

## Janvier 1180
Henri le Lion refuse de s'y présenter après avoir été mis au ban de l'Empire en 1179.

## 1196
Henri VI abandonne le droit de dépouille en échange du ralliement des princes à l'hérédité royale.

## Mai 1246
Henri le Raspon y est élu empereur pour remplacer Frédéric II qu'Innocent IV vient de déposer.